# Baldellia repens
Baldellia repens, jedna od tri priznate vrste kornjašica, porodica žabočunovke. Rasprostranjena je od Alžira na jugu na sjever preko Pirenejskog poluotoka i europskih zemalja uz Atlantski ocean na sjever do Britanskog otočja. 
Hemikriptofit ili helofit.

## Podvrste
- Baldellia repens subsp. baetica Talavera & Casimiro-Soriguer
- Baldellia repens subsp. cavanillesii (Molina Abril, A.Galán, J.M.Pizarro & Sard.Rosc.) Talavera
- Baldellia repens subsp. repens

## Sinonimi
- Alisma repens Lam.,
- Baldellia ranunculoides var. repens (Lam.) Gray
- Echinodorus ranunculoides var. repens (Lam.) Duby
- Alisma ranunculoides var. repens (Lam.) Bab.,  nom. illeg.
- Echinodorus ranunculoides subsp. repens (Lam.) K.Richt.
- Echinodorus repens (Lam.) J.Kern & Reichg.
- Baldellia ranunculoides subsp. repens (Lam.) Á.Löve & D.Löve
- Baldellia ranunculoides f. repens (Lam.) Markgr.